# M-Frühling
Der M-Frühling war ein von 1979 bis 1997 bestehender Schweizer Verein, der das Detailhandelsunternehmen Migros (dessen Markenzeichen oftmals schlicht als „M“ erscheint) aus sozialen und ökologischen Gründen kritisierte. Seine Mitglieder entstammten hauptsächlich dem linken und grünen politischen Lager. Bedeutendster Vertreter des M-Frühling war Hans A. Pestalozzi.

## Vorgeschichte
Angesichts der vom Club of Rome postulierten Grenzen des Wachstums und der Ölpreiskrise hatte die Delegiertenversammlung des Migros-Genossenschafts-Bundes (MGB) im Jahr 1974 einstimmig neue Grundsätze für eine langfristige Wachstums- und Umweltpolitik beschlossen. Sie verpflichteten die Migros zu einer freiwilligen Beschränkung und zur Unterstützung des Umweltschutzes. Autor des Grundlagenpapiers war Albin Heimann, der Präsident der MGB-Verwaltungsdelegation. Am 4. September 1978 veröffentlichte der MGB als erstes Schweizer Unternehmen überhaupt eine Sozialbilanz. Das vom Soziologen Meinolf Dierkes wissenschaftlich begleitete Werk galt als beispielhafter neuer Ansatz einer transparenten und verantwortungsbewussten Unternehmenspolitik. Doch verschiedene Ereignisse führten dazu, dass grün-alternative Kreise den von Generaldirektor Pierre Arnold geführten MGB zunehmend unter Beschuss nahmen.
Die 1935 von Migros-Gründer Gottlieb Duttweiler ins Leben gerufene Zeitung Die Tat war im April 1977 von einer herkömmlichen Tageszeitung in eine Boulevardzeitung umgewandelt worden. Sie veröffentlichte zunehmend wirtschaftskritische und konsumentenschützerische Artikel, die sich auch gegen die Migros richteten. Immer häufiger kam es zu heftigen Auseinandersetzungen zwischen Herausgeber Arnold und Chefredaktor Roger Schawinski. Gegen dessen Entlassung am 19. September 1978 protestierte die Redaktion drei Tage später mit einem Streik und der Herausgabe einer Kampfzeitung, mit der sie die als Anmassung empfundene Machtattitüde der Migros-Konzernleitung anprangerte. Arnold reagierte, indem er am 25. September das Erscheinen der Tat einstellte.
Kurz darauf veröffentlichte Claude M. Beck eine breit rezipierte Replik auf die Sozialbilanz. Unter dem Titel «M(igros) – Wer denn sonst?» zerzauste er sie als Legitimationsversuch eines auf «unverhüllten Monopolkurs» steuernden Giganten. Einen weiteren Eklat gab es im folgenden Jahr: Hans A. Pestalozzi, der seit 1964 das mit der Migros verbundene Gottlieb Duttweiler Institut (GDI) leitete, war zunehmend auf kritische Distanz zum Konzern gegangen. Auf seiner Suche nach Alternativen zur vorherrschenden Wachstums- und Konsumgesellschaft postulierte er seine kritischen Ansichten zu Umwelt und Gesellschaft auf immer radikalere Weise. Die Gottlieb und Adele Duttweiler-Stiftung (Trägerin des GDI) befürchtete, dass das Institut in der Öffentlichkeit mit Pestalozzis Privatmeinung identifiziert würde und entliess ihn am 30. September 1979 fristlos.

## Aktivitäten des M-Frühlings
Im Oktober 1979 gründeten Pestalozzi und Gleichgesinnte den Verein «M-Frühling». Dieser verfolgte die Absicht, die Migros zu demokratisieren und zu dezentralisieren sowie eine umweltfreundliche und entwicklungspolitisch verantwortungsvolle Unternehmenspolitik durchzusetzen. Im Dezember 1979 wandte sich der Verein an einer Pressekonferenz mit kritischen Forderungen gegenüber dem MGB an die Öffentlichkeit. Er forderte von der Migros mehr Verantwortung für die Konsumenten, die Umwelt und die Mitarbeiter, ebenso eine wirklich freie und demokratische Wahl der Migros-Geschäftsführung durch die über eine Million Genossenschafter. Hierzu wollte der Verein bei den normalerweise eher routinemässigen Wahlen eigene Gegenkandidaten zu den offiziellen Anwärtern aufstellen.
Auch wenn von vornherein absehbar war, dass der Verein kaum seine Forderungen durchsetzen würde, legte ihm die Geschäftsleitung Hindernisse in den Weg. So waren für eine unabhängige Kandidatur mehrere Tausend Unterschriften erforderlich, die ihrerseits nur mit Angabe der Genossenschafter-Nummer gültig waren. Dies erschwerte das Sammeln der benötigten Unterschriften erheblich, da die wenigsten Migros-Genossenschafter ihren Genossenschaftsanteilschein mit Nummer auf sich trugen. Der Verein M-Frühling erreichte schliesslich auf juristischem Weg, dass er die fehlenden Nummern aus dem Mitgliederregister abschreiben durfte. Ab Februar 1980 veröffentlichte der Verein eine eigene, professionell gestaltete Zeitung. Auf der Frontseite der ersten Nummer listete er unter dem Titel «Was will der M-Frühling?» seine Anliegen auf. Er forderte eine Dezentralisierung der Migros, den Verzicht auf die reine Expansionspolitik, die Beachtung von Umwelt- und Tierschutzaspekten, sozialere Arbeitsbedingungen für die Angestellten sowie fairen Handel mit Produzenten in Entwicklungsländern.
Den Wahlkampf, der in den Medien grosse Beachtung fand, eröffnete der Verein im April mit dem 250-seitigen Manifest M-Frühling – Vom Migrosaurier zum menschlichen Mass. Am 13. April strahlte Télévision Suisse Romande ein Streitgespräch zwischen Pierre Arnold und Nationalrätin Yvette Jaggi aus, der Tages-Anzeiger druckte die ins Deutsche übersetzte Mitschrift ab. In den Regionalgenossenschaften in der ganzen Schweiz gab es Gegenkandidaten des M-Frühlings, zu denen auch die „Bananenfrau“ Ursula Brunner gehörte. Hauptanwärter für das Präsidium des MGB waren Amtsinhaber Pierre Arnold und Hans A. Pestalozzi.
Insgesamt erhielten die Kandidaten des M-Frühlings 19,9 % der Stimmen, konnten jedoch kein Amt innerhalb der Genossenschaft einnehmen, weil ein Majorzsystem zur Anwendung kam. 1983 erhöhte der MGB die Hürden für eine Kandidatur bei Genossenschaftswahlen, was die Position des M-Frühlings schwächte. Nach Gerichtsprozessen gegen strengere Wahlstatuten kam es 1984 und 1988 zu weiteren Kandidaturen bei den Genossenschaften Basel und St. Gallen, die aber erfolglos blieben. Bis 1994 gab der M-Frühling seine Zeitung vierteljährlich als Gegenstück zum Migros-Publikationsorgan Wir Brückenbauer heraus und trug so zur vermehrt ökologischen und sozialen Ausrichtung der Migros und zur Sensibilisierung der Konsumenten bei. Am 21. Juni 1997 beschloss der Verein seine Auflösung.

## Nachfolger
2004 wurde der Migros-kritische Verein Sorgim gegründet, der wie der M-Frühling eine Demokratisierung des Konzerns anstrebt.